# Darányi Kálmán (miniszterelnök)
Pusztaszentgyörgyi és tetétleni Darányi Kálmán (Budapest, 1886. március 22. – Budapest, 1939. november 1.) magyar politikus, földművelésügyi miniszter, 1936 és 1938 között Magyarország miniszterelnöke. 1938-tól haláláig a képviselőház elnöke.

## Családja és származása
Nagy Antónia (1866–1920) varrónő törvénytelen gyermekeként látta meg a napvilágot. Öccse, Gyula (1888–1958) nemzetközileg elismert immunológus, a Magyar Királyi Pázmány Péter Tudományegyetem (ma Eötvös Loránd Tudományegyetem) orvosi karának (1951-től önálló egyetemként Semmelweis Egyetemnek) a dékánja volt. Darányi Béla (1850–1924) 1902. január 1-ji keltezéssel kapott uralkodói engedélyt a két gyermek törvényesíttetésére, neve és nemesi címe felvételére. Darányi Béla és Nagy Antónia 1903. június 24-én kötöttek házasságot. Nem bizonyos, hogy Kálmán és Gyula kettejük házasságon kívüli kapcsolatából született-e, vagy Darányi Béla akkor ismerte meg későbbi feleségét, amikor annak fiai már megszülettek, mindenesetre a két gyermek keresztneve többször előfordult a korábbiakban  Darányi családban (Béla testvérei közül két öccse volt Kálmán és Gyula), így valószínű, hogy az előbbi magyarázat felel meg a valóságnak. Darányi Béla szülei Darányi Ignác (1811–1877) ügyvéd és földvári és bernátfalvi Földváry Borbála (1820–1888) voltak. Darányi Kálmánnak az apai nagybátyja, Darányi Ignác földművelésügyi miniszter, unokatestvére pedig Hóman Bálint vallás- és közoktatási miniszter volt. Darányi Kálmán politikai pályafutására nem vetett később árnyékot bizonytalan származása, egy kivétellel, amikor Gratz Gusztáv a második zsidótörvény ellenzőjeként azzal próbálta hitelteleníteni a törvényjavaslatot, hogy kijelentette, Bethlen István óta a magyar politika letért a helyes útról, mert  Bethlen után olyan „nem tiszta magyarok vitték az ország kormányát", mint a részben német származású Gömbös Gyula és Darányi Kálmán.

### Házassága és leszármazottjai
Darányi Kálmán dr., Győr vármegye, Győr szabad királyi város- és Mosonvármegye főispánja 1923. június 6-án, tartotta esküvőjét szemerei Szemere Márta (Gomba, 1898. június 6.–†Pécel, 1962. április 17.) kisasszonnyal, szemerei Szemere Huba (1865–1925) földbirtokos, lapszerkesztő, országgyűlési képviselő, és báji Patay Anna (1864–1953) leányával Gombán. Az apai nagyszülei Szemere Ödön, földbirtokos és csemiczei Csemiczky Sarolta voltak. Tanuk a menyasszony részéről Szentivány Farkas királyi kamarás, a vőlegény részéről Darányi Kálmán udvari tanácsos voltak. Darányi Kálmán és Szemere Márta frigyéből született:
- Darányi Márta (Budapest, 1925. június 25.–†Ajka, 2007.augusztus 4.). Férje: márkus- és batizfalvi Máriássy Mihály (Bodrogkeresztúr, 1919. augusztus 7.–†Budapest, 1979. szeptember 21.), vegyészmérnök.[5]

## Ifjúsága
Darányi a középiskolai tanulmányait a VII. kerületi Állami Gimnáziumban végezte (ma Madách Imre Gimnázium) 1900 és 1904 között, olyan, később fényes karriert befutó kortársai mellett, mint Karafiáth Jenő kultuszminiszter, budapesti főpolgármester, báró Radvánszky Albert koronaőr és Bánffy Miklós külügyminiszter, író. 1902-ben öccsével egy nyári szünidőt töltöttek Grazban, ahol szinte csak németül beszéltek és leveleztek, mindezek ellenére Darányinak politikai pályafutásában mindvégig akadtak gondjai a német nyelvvel. Gimnáziumi évei alatt sok időt szentelt a sportolásnak (úszás, vívás, lovaglás) és a színjátszásnak is (egy ízben szerepet vállalt William Shakespeare Coriolanus című tragédiájának színrevitelében is, ahol a címszereplő barátját, a békéltető és konfliktuskezelő Menenius Agrippa szenátort játszotta, a sors fintoraként hasonló szerepet betöltve, mint ahogy később maga Darányi teszi ezt saját politikai pályája idején). Darányi 1904-től a Budapesti Magyar Királyi Tudományegyetem (ma ELTE) jogi karának hallgatója lett, amely determinálta, hogy tanulmányai befejeztével a közhivatalnoki pályán fog elindulni.

## Hivatali pályájának kezdete
Közszolgálati tevékenységét 1909-ben kezdte Pest-Pilis-Solt-Kiskun vármegyében, ahol közigazgatási gyakornok lett, s ugyanebben az évben nagybátyja közbenjárására a Belügyminisztériumban is elhelyezkedett segédfogalmazóként, gróf Hadik János belügyi államtitkár irányítása alatt (Darányi Ignác, ifj. Andrássy Gyula belügyminiszter és Hadik államtitkár is az Országos Alkotmánypárt színeiben voltak országgyűlési képviselők). A koalíciós második Wekerle-kormány 1910. januári bukása után Darányinak is távoznia kellett a minisztériumból, alig négy hónapnyi működés után. Apja révén az erdélyi Fogaras vármegyében lett helyettes főszolgabíró, ahol bő négy és fél évig tartózkodott. Darányi fokozatosan haladt a helyi közigazgatási ranglétrán, főszolgabíró és vármegyei főjegyző lett, ezekben az években számtalan konfliktus adódott a magyar tisztviselői kar és a túlnyomórészt (1910-ben 90%-os többségű) román lakosság között (1910-ben Alexandru Vaida-Voevod későbbi jelentős román politikus Fogaras egyik járásában szerzett mandátumot, aki a Széll József-vezette magyar vármegyei adminisztráció leghangosabb kritikusa volt ezekben az időkben). Darányi 1911 őszétől a helyi református egyház presbitere lett. Helyzetéből adódóan érzékelte a veszélyt az első világháború kirobbanását követően, hiszen azok között volt, akik már a háború előtt megtapasztalhatták az egyre mélyülő etnikai feszültségeket.
1914 nyarán jelentkezett önként szolgálatra, de fontos pozíciójának köszönhetően csak decemberben kapott behívót. Másfél hónapig tartalékosként szolgált a szebeni Medgyesen. 1915. január második felében századparancsnokként vezényelték az orosz frontra. Leveleiben beszámolt az elégtelen szállás- és élelmezési viszonyokról, egy ízben ironizálva a következőket írta, lengyel területről: „az idő itt nagyon szép, s ez igen fontos, mert czigány életet élünk. Néha sátor alatt, néha a Hotel Sonne-ban [szabad ég alatt] lakunk.” 1915 őszétől 1916 nyaráig a mai Ukrajna északnyugati részén, Volhíniában harcolt és állomásozott. A Bruszilov-offenzíva és a Román Királyságnak az antant oldalán történő hadba lépése után ezredét átirányították Erdélybe. 1917 januárjában visszavonult a tényleges katonai szerepvállalástól, szolgálataiért kitüntetésben részesült, megkapta az ezüst és bronz Signum Laudist a kardokkal. 1917-ben rövid ideig kiképzőtiszt volt a Hajdú vármegyei Földesen.
Tisza István lemondatása után Darányi lehetőséget kapott arra, hogy folytassa a világháborúban megszakadt közigazgatási pályafutását, amikor 1917 júliusában az új kormányfő, gróf Esterházy Móric kinevezte őt Zólyom vármegye főispánjává. 31 évesen ő volt akkoriban a legfiatalabb tisztviselő, aki ilyen magas pozíciót betöltött, előmenetelét ismét a rokoni és társadalmi kapcsolatok segíthették (az erdélyi nemes ifj. Ugron Gábor belügyminiszter az Alkotmánypárt igazgatója volt). Zólyom vármegyében az 1910-es népszámlálás szerint csak hozzávetőleg minden negyedik lakos beszélte a magyar nyelvet, így a helyi kötődéssel nem rendelkező Darányi kinevezése a nemzetiségi szeparatista törekvésekkel szembeni félelmekből adódtak. 1918 júniusában a besztercebányai egyházközség főgondnoka lett.
Az 1918. október 31-én bekövetkezett őszirózsás forradalom Darányit is elsodorta főispáni székéből. Az új belügyminiszter, Batthyány Tivadar a főispánokat kérte az ideiglenes maradásra, így őt is, Darányi azonban többekkel együtt nem volt hajlandó szolgálni az új, Károlyi-rendszert. Darányi ezután visszavonult birtokaira, politikai szerepet nem vállalt, bár Batthyány visszaemlékezése szerint 1918 novemberében ő is tagja volt a Függetlenségi és 48-as (Károlyi) Pártnak, ez az információ azonban a későbbi parlamenti almanachokból hiányzik.

## A Horthy-korszakban

### A nagypolitikában
Darányi a Magyarországi Tanácsköztársaság bukása után reaktiválta magát, amikor 1920 elején korábbi tapasztalatainak és „keresztény-nemzeti” gondolkodásának köszönhetően a nagykoalíciós Huszár-kormány 1920. január 3-án Győr és Komárom vármegyék, valamint Győr és Komárom városok „főispáni teendőinek ellátásával is megbízott törvényhatósági kormánybiztosnak” nevezte ki. Darányi Győrben is szerepet vállalt a helyi református közösség irányításában; a Dunántúli Református Egyházkerület presbitériumának tagja lett. 1922 novemberében addigi tisztségei mellé a Bethlen-kormány kinevezte a trianoni békediktátum által jelentősen megcsonkított Moson vármegye főispánjává is, amely pozícióját 1923 februárjában foglalta el. 1924 elejétől kezdve az 1923-as megyerendezés során létrehozott Győr, Moson és Pozsony k.e.e. vármegye főispánjaként folytatta munkáját. Darányi Bethlen István következetes híve lett, támogatta a miniszterelnök 1925-ös választójogi törvényét is.
Az 1920-as évek első felében magánéletében komoly változások történtek: 1920-ban édesanyja, rá négy évre, 1924-ben édesapja is elhalálozott, akik után nagy földbirtokokat örökölt Pest-Pilis-Solt-Kiskun vármegyében. 1923 tavaszán kötött házasságot a nála 12 évvel fiatalabb szemerei Szemere Mártával (1898–1962), aki távoli rokona volt Szemere Bertalan miniszterelnöknek. Három leányuk született, Márta (1925–2007), Mária és Anna. Utóbbi kettő Darányi barátja, Lázár Andor igazságügy-miniszter visszaemlékezése szerint elmegyógyintézetbe került, egyikük ott is fejezte be életét.
Az 1926-os parlamenti választások után pályája még inkább felívelt: 1927 februárjában saját kérésre felmentették főispáni pozíciójából és a kormányzó Egységes Párt színeiben indult a mosonmagyaróvári időközi választáson, amit ellenjelölt híján meg is nyert, így az újonnan visszaállított kétkamarás parlament alsóházában mandátumot szerzett. 1928 márciusában Bethlen jelentősen átszervezte az államapparátust, s ennek következtében Darányit kinevezték a Miniszterelnökség politikai államtitkárává, megörökölve báró Prónay György helyét. Kinevezésekor nagyot nyomott a latba szakmai hozzáértése, politikai hűsége és megbízhatósága, de Bethlen személyesen preferálta a pozíciók kiosztásánál az erdélyi származást vagy kötődést is. Feladata a különböző minisztériumok összehangolása és a bejövő országos ügyek kezelése volt, e mellé 1929-ben megkapta a Központi Statisztikai Hivatal felügyeletét, de gyakran tárgyalt Bethlen nevében ellenzéki politikusokkal és újságírókkal is. Pozícióját megtartotta a Károlyi Gyula-kormányban is.
Darányi részt vett a Vannay–Schill-féle puccskísérlet leleplezésében. Több beszámoló szerint Darányi, ahogy sok más prominens politikus, így Gömbös is, tagja volt a titkos Etelközi Szövetségnek. Ez is a magyarázata lehet annak, hogy az 1920–30-as évek fordulóján a két politikus egyre szorosabb kapcsolatba került egymással, dacára annak, hogy Gömbös Bethlen egyik legnagyobb politikai riválisa volt a kormánypárton belül. Kapcsolatukat erősíthette Darányi unokatestvérének, Hóman Bálintnak a bizalmas viszonya is Gömbössel. Darányi részt vállalt a 95 pontos Nemzeti Munkaterv kidolgozásában (agrárkérdések). Munkakapcsolatuk szoros barátsággá mélyült, példának okáért Darányi volt Gömbös esküvői tanúja, amikor amaz ismét elvette korábbi, első feleségét, Greta Reichertet, 1934 augusztusában.

### A Gömbös-kormány tagjaként

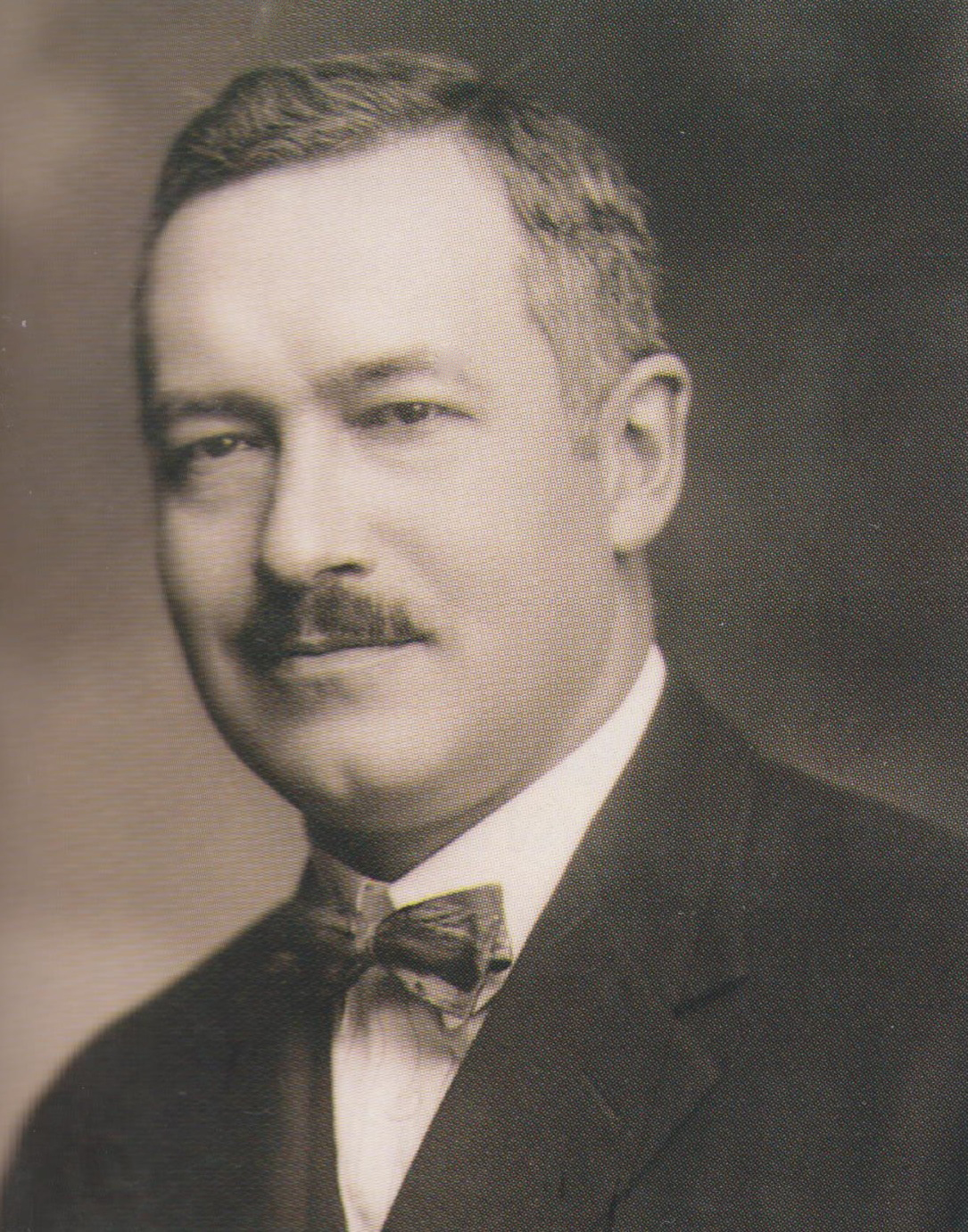
Darányi Kálmán az 1930-as évek elején

Károlyi Gyula menesztése után (1932 októbere) a kormánypárt Bethlen- illetve Gömbös-frakciója kiegyezett egymással, így lehetett Gömbös kormányfő, de be kellett vennie kabinetjébe olyan Bethlen-párti minisztereket, mint Keresztes-Fischer Ferenc belügyminiszter vagy Kállay Miklós földművelésügyi miniszter. Darányi immár Gömbös szűk köréhez tartozott, államtitkári posztját megőrizhette. Munkaköre némileg megváltozott; a Miniszterelnökség számtalan propaganda- és sajtóakciót indított vidéken a megjelent hírek és kommentárok ellenőrzésére. 1934 júliusában Darányi megbízást kapott, hogy több miniszteri tárcát, a vármegyei hatóságokat és az egyházakat bevonva, programtervet dolgozzon ki az egykézés társadalmi jelenségének felszámolására.
1934–35 fordulójára a Bethlen és Gömbös közötti ellentét kiújult, mivel a gróf továbbra is többséget élvezett saját pártján (immár Nemzeti Egység Pártja) belül, Gömbös centralizációs és autoriter törekvései ellenére, aki hiába szervezett ugyanis tömegpártot a korábbi klubpártból, ez a parlamenti frakciót nem érintette, amely még az 1931-es viszonyok alapján ülésezett. Gömbös maga mellé állította Horthy Miklós kormányzót az államfői jogkörök kibővítésével (1933) valamint titkos egyezséget kötött a kisgazdák vezetőjével, korábbi fajvédő társával, Eckhardt Tiborral, hogy a titkos választójog bevezetése fejében az ellenzék Bethlent ostorozza megszólalásaiban és lapjaiban (1934). Gömbös ezután, 1935 elején nyíltan Bethlen ellen fordult, s elérte, hogy a gróf hívei, Keresztes-Fischer és Kállay kiváljanak a kormányból, az ő helyükre kerültek Kozma Miklós belügyminiszterként és Darányi földművelésügyi miniszterként. Gömbös ezután a kormányzóval feloszlattatta a képviselőházat és az 1935-ös választásokon már saját embereit indította, miközben a kisgazdákkal kötött egyezséget felrúgta. Darányi a balatonfüredi választókerületben szerzett mandátumot.

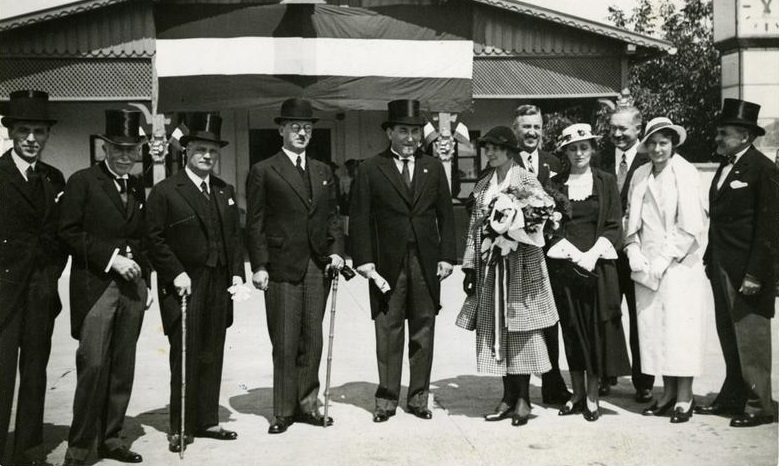
A Gömbös-kormány tagjai fogadják Kurt Schuschnigg osztrák kancellárt. Jobbról a harmadik Darányi

Darányi olyan helyzetben lett miniszter, amikor a lakosság 53%-a élt mezőgazdaságból, s akiknek 42%-a vagy 5 katasztrális holdnál kevesebb törpebirtokkal rendelkezett vagy egyáltalán nem volt semmilyen földterülete (mintegy 2 millió ember). A Gömbös-kormány kiemelten foglalkozott a problémával, a Kállay minisztersége alatt megkötött római jegyzőkönyvek jelentős piachoz juttatták a magyar agrártermékeket. Darányi folytatta elődje politikáját. Minisztersége idején az aktuális közéleti vitáktól távol tartotta magát. Nyíltan bírálta az 1920-as Nagyatádi-féle földtörvényt. Darányi alatt emelkedett törvényerőre a hitbizományi-reform (1936. évi XI. tc.), amely hosszú távon maximalizálni kívánta az egy kézen lévő hitbizomány méretét (3000 katasztrális hold). Felállították az Országos Földhitelintézetet, valamint megalkották a telepítési törvényt (1936. évi XXVII. tc.), amelynek végrehajtása azonban nagyon lassan haladt, s a törvényhozók eleve 25 éves időtartammal számoltak.
Gömbös körül 1936 folyamán fokozatosan elfogyott a levegő, a Nemzeti Munkaterv egyre több pontja maradt beváltatlan, míg a választójogi reform ígéretével becsapott ellenzék kemény ellenfele lett a kormányfőnek. Horthy csak súlyos betegségére való tekintettel nem szólította fel a lemondásra az év tavaszán. Gömbös 1936 májusában betegszabadságra ment, a miniszterelnöki teendők ideiglenes ellátásával Darányit bízták meg, akinek személye elfogadható volt Horthy, a kormánytagok és a Bethlen-közeli csoportok számára is. 1936 júniusában titkos tanácsosi címet kapott Hóman, Lázár Andor és Kánya Kálmán külügyminiszter mellett. Gömbös a balatonfüredi kezeléséről augusztus elején tért vissza és visszavette hivatali feladatait, de három hét múlva ismét gyógykezelésre szorult és Németországba utazott. Darányi ismét ideiglenes miniszterelnök lett, akinek Gömbös távozása előtt feladatául meghagyta, hogy a következő időszakban tegyen lépéseket a kormányzói jogkör kiterjesztése, a felsőházi reform bevezetése és az új választójog kidolgozásának megtétele felé.

## Miniszterelnökké választása és programja
Gömbös 1936. október 6-án, egy Münchenhez közeli klinikán elhunyt. Szinte természetes volt, hogy utódja Darányi lesz, aki azonban az új feladatáért nem lelkesedett túlzottan. A személycseréhez sokan nagy várakozásokat fűztek, a Bethlen-csoport általános visszarendeződést várt a Gömbös előtti rendszerhez, míg mások (a „Gömbös-árvák”) pont hogy az elhunyt kormányfő személyében látták eddig a Nemzeti Munkaterv túl óvatos végrehajtását és radikális megoldásokat követeltek. Darányinak mindvégig ezen két csoport között kellett lavíroznia. Horthy 1936. október 10-én, Gömbös temetése napján, Darányit nevezte ki miniszterelnöknek, aki október 12-én alakította meg kormányát. Az új miniszterelnök az alkotmányos rend megőrzésének programjával úgy akart visszatérni a bethleni alapokhoz, hogy nem fordult élesen szembe Gömbös „politikai végrendeletével” sem. Fenntartotta a titkos választójog ígéretét, de előbb a kormányzói jogkört és a felsőház szerepét akarta növelni.
A Darányi-kormányban az előző felálláshoz képest két helyen történt változás: Winchkler Istvánnak a Kereskedelem- és Közlekedésügyi Minisztérium éléről távoznia kellett, helyét Bornemisza Géza iparügyi miniszter vette át, aki ezután két tárcát is vitt. Új tagként került be a kormányba a korábban Gömbössel, a hadseregfejlesztés kérdésében összekülönbözött Rőder Vilmos vezérezredes, a honvédelmi tárca vezetőjeként. A többiek megtarthatták pozíciójukat, Darányi kormányfői tisztsége mellett földművelésügyi miniszter is maradt. Az 1936. október 21–22-én előadott kormányprogramot valamennyi parlamenti képviselettel rendelkező párt frakcióvezetője támogatásáról biztosította, kivéve az egyetlen képviselővel (Csoór Lajos) rendelkező Népakarat Pártot. A pártonkívüliként bejutott Bethlen István a Darányi-kormány célkitűzéseit szintén „széles, józan és reális” programként értékelte, de elvárta az új kormányfőtől, hogy szakítson elődje „párttotalitással való kacérkodásával”, valamint Gömbös kíméletlen módszereivel a pártbürokrácia kiépítését és az agresszív propagandasajtót illetően.

### Belpolitikája

#### A szélsőjobboldal elleni fellépés
Darányira terhes örökség várt, hiszen, ahogy egy ízben Zsitvay Tibornak mondta, a merőben megváltozott összetételű kormánypárt Gömbös halála után önjáróvá kezdett válni, „[...] a kocsis meghalt, lebukott a bakról, a lovak közé hullott a gyeplő, és azok megvadulva száguldanak, amíg a szekér árokba nem fordul...” A kormányzó legfőbb elvárásként a politikai „jobbratolódás” megfékezését illetve a Gömbös előtti korszak „restaurációját” jelölte meg. Darányi első feladata ezért a kormánypárton belüli helyzetének megszilárdítása volt. Ennek első számú kerékkötője a Gömbös bizalmasaként hatalomra jutó Marton Béla országos főtitkár és klikkje volt. Marton kezében futott össze az egész NEP szervezeti hálózata. Darányi és a Marton-vezette „Gömbös-árvák” között már akkor feszültté vált a viszony, amikor a miniszterelnök, összeállítva a kormánynévsort, továbbra is igényt tartott Kozma belügyminiszter szolgálataira. Később Darányi és minisztere között mégis megromlott a viszony (ebben nagy szerepe volt Kozma habitusának is), és utóbbinak 1937 januárjában távoznia kellett. Utóda az egykori fogarasi főispán, Darányi régi ismerőse, Széll József lett az év áprilisában.
Darányi a NEP-en belül átvette a pártvezéri pozíciót és Bethlen megmaradt híveire támaszkodva megkezdte a radikális klikk kiszorítását. A kilenctagú elnökséget 60 főre emelte, saját embereivel feltöltve az új posztokat. Elkezdték fokozatosan leépíteni a vidéki pártapparátust, új szervezeti szabályzatot fogadtak el, s az 1936. december 15-i pártértekezleten konzervatív alelnököket választottak (a pártelnök azonban a radikális Ivády Béla maradt). Marton a pártvezetésen belül fokozatosan elszigetelődött. A pártpolitizálás legfontosabb színtere a helyi szervezetek helyett ismét a parlamenti frakció lett. Ezen lépések a szélsőjobboldali társadalmi szervezetek (MOVE, ÉME stb.) újbóli megerősödését hozták magával, illetve több radikális kormánypárti csatlakozott különböző nemzetiszocialista pártalakulatokhoz.
A szélsőjobboldali mozgalmak a fővárosi és vidéki egyetemeken állandó agitációt folytattak, de hozzájuk köthető az 1937 elején kirobbant pécsi bányászsztrájk, amelyet a rendfenntartó erőknek fegyverrel kellett leverniük. Februárban a Turul Szövetség a felsőoktatási intézményekben antiszemita tüntetéseket szervezett a Lovagias ügy c. Kabos Gyula-film bemutatója miatt. 1937 áprilisától Széll belügyminiszter keményen lépett fel a szélsőjobboldali és náci pártokkal szemben. Kezdődött Szálasi Ferenc, a mind közül a legveszélyesebbnek mutatkozó Nemzet Akarata Pártja vezetőjének letartóztatásával és elítélésével, magát a szervezetet pedig betiltották. Ugyanerre a sorsra jutott az erőszakos hatalomátvételi terveket dédelgető Kaszáskeresztes Párt és vezére, Böszörmény Zoltán, aki viszont később Németországba szökött. A rendőri akciók azonban kontraproduktívnak bizonyultak, az addig egymással is rivalizáló szervezetek most már közeledtek egymáshoz. 1937. október 24-én a Budai Vigadóban rendezett gyűlésen több kis nemzetiszocialista formáció egyesülésével megalakították a Magyar Nemzeti Szocialista Pártot (MNSZP).
Darányi 1937 áprilisában a NEP szegedi nagygyűlésén elmondott beszédében a diktatúrát mint a gazdasági problémák megoldására adott választ elutasította, hivatkozva az ezeréves magyar alkotmányra. A zsidókérdést azonban valós problémának minősítette (lakossági arányszámának nagysága, nagyarányú érvényesülés a gazdasági életben, kulturális különbségek stb.). A kormányfőre hatással volt akkoriban két memorandum megjelenése Imrédy Béla, a Magyar Nemzeti Bank akkori elnöke illetve Soós Károly volt honvédelmi miniszter tollából, a gazdasági- illetve hadügyekben a zsidóságra vonatkozó tételeit illetően, másrészt Darányi ezzel a módszerrel próbálta kifogni a szelet a szélsőjobb vitorlájából, sikertelenül, ugyanis ezen szervezetek számára a szegedi beszéd később hivatkozási alap lett, amelyben saját tevékenységük igazolását látták.

#### Alkotmányjogi és szociális reformok
A Darányi-kormány egy sor alkotmányjogi reformfolyamatot készített elő, ezek közül az első a kormányzói jogkör kibővítése volt. Az 1937. évi XIX. tc. értelmében Horthy immár kétszer is visszaküldhetett neki nem tetsző jogszabályt, s utána is az aláírásra és kihirdetésre maximum hat-hat hónapos gondolkodási idő állt rendelkezésére. Fontos újítás volt, hogy a kormányzó felelősségre vonásának lehetősége megszűnt. A törvény foglalkozott az utódlás kérdésével is, amelyet Horthy idős kora és a harmincas években egyre gyakoribbá váló megbetegedései indokolták. A törvény a kormányzó elhalálozása vagy akadályoztatása esetén egy ideiglenes héttagú Országtanács felállítását írta elő, amíg az új utódot nem választják meg, akinek személyére Horthy és a parlament is ajánlatot tehetett három-három jelöltet megnevezve. A Lázár Andor által benyújtott tervezetet azonban több oldalról is támadták, dinasztia-alapítási szándékkal vádolva a kormányzót. Horthy a bírálatok hatására vissza kívánta vonni a törvényjavaslatot, de kenderesi birtokán Darányi meggyőzte őt ennek ellenkezőjéről. Az ellenzék félelme alaptalannak bizonyult, ugyanis Horthy, amikor három lehetséges utódját megnevezte egy lezárt borítékban, egyikük sem volt a vérrokona. Bethlen és Károlyi Gyula mellett Darányi is a jelöltje volt az államfői pozícióra. A XIX. tc. a legitimisták időleges megerősödését hozták, az államfői hatalom megerősödése miatt már olyan nem-konzervatív politikusok is elfogadták volna a Habsburg-restaurációt, mint Eckhardt Tibor, Rassay Károly vagy Peyer Károly. A nemzetiszocialisták egy része viszont ezzel szemben Horthyt „kiáltotta ki királlyá”, ám ezzel a párton belül törésvonal keletkezett, s a nemrég megalakult MNSZP elindult az erodálódás útján.

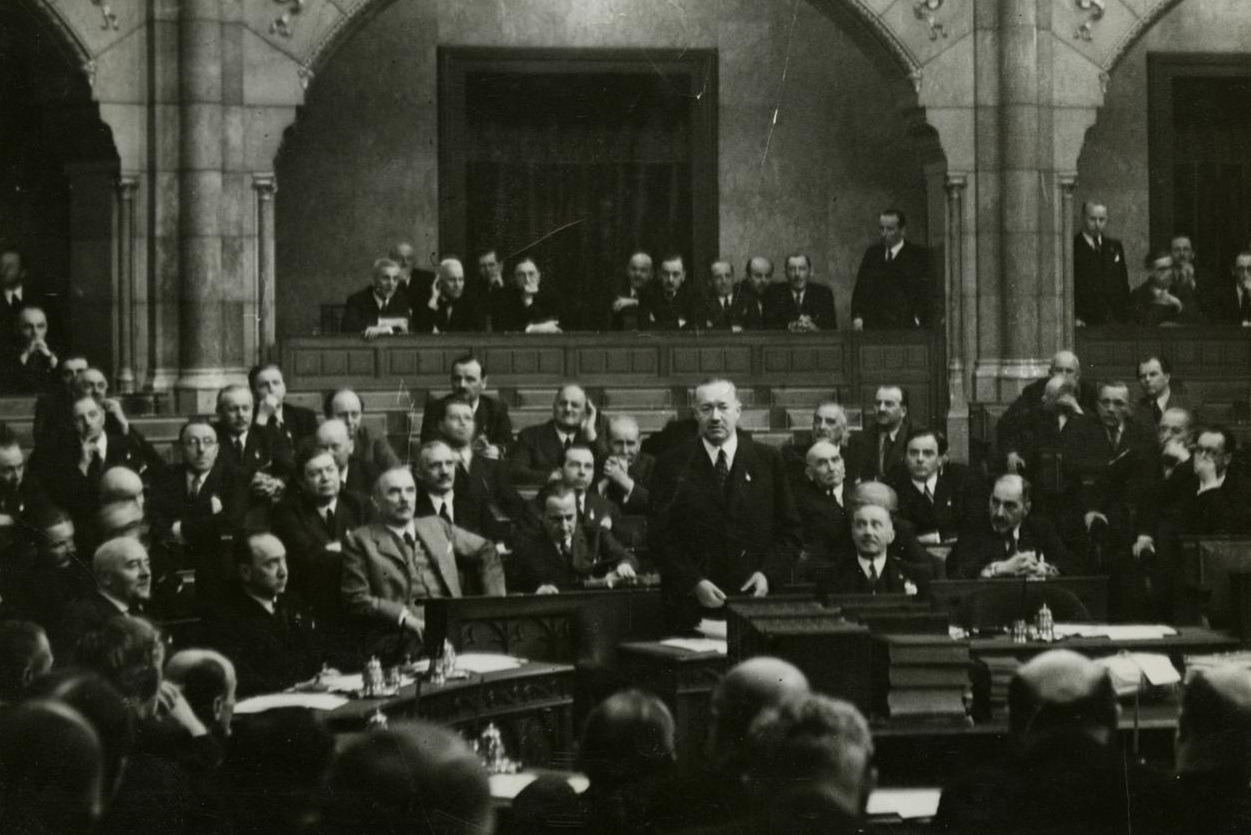
Darányi felszólal a parlamentben, 1938. április

A második alkotmányjogi javaslat, a Felsőház jogkörének kibővítését megcélzó 1937. évi XXVII. tc. már könnyebb fogadtatásra talált. A kétszeri halasztó erejű vétó után a Képviselőház által harmadjára is megszavazott törvény esetén a kétkamarás parlament együttesen tartott ülést és szavazott a kérdésről, s a törvényjavaslat csak aztán került Horthy íróasztalára (aki a XIX. tc. értelmében szintén kétszer halaszthatott).
Mindkét új jogszabályozás a törvénykezés menetének lassítását szolgálta, okkal, ugyanis ezt a kormány szükségesnek látta a következő tervezett reform, a titkos választójog bevezetése miatt, amely a rendőri és politikai fellépés ellenére a szélsőjobboldal előretörésével fenyegetett. 1936 decemberében egy frakciók közötti megbeszélésen Darányi a törvény elfogadtatása fejében tovább szándékozott szűkíteni a választásra jogosultak körét a nemzeti érdekekre hivatkozva, de ezt az ellenzék hevesen elvetette. A keresztény ellenzéki Friedrich István rámutatott, hogy szerinte az igazi „nemzeti” [hazafi] az, aki keményen dolgozik, gyermekeket nevel, a hazáért hadba indul, s nem az, aki minduntalan hangoztatja magyarságát. Az új választójogi törvényt végül csak 1937 végén terjesztették be, amelyet már az Imrédy-kormány alatt fogadtak el. A titkosság fejében az addigi feltételeket szigorították: 250–300 000 fővel csökkentették a választásra jogosultak számát, ezt úgy érték el, hogy az egyhelyben lakás követelményét kettőről hat évre növelték, a férfiak választójogosultságát 26 (lajstromos) illetve 30 (egyéni választókerület), míg a nőkét egységesen 30 évre emelték. Ám a jobbratolódást így sem sikerült elkerülni (lásd az 1939-es választásokat).
A Darányi-kabinet a felgyülemlő társadalmi és belpolitikai feszültségeket szociális intézkedésekkel is igyekezett enyhíteni. Az 1937. évi XIII. tc-ben felemelték a többgyermekes dolgozóknak járó családi pótlékot, illetve a XXI. tc. 8–18 napban meghatározott fizetett szabadságot vezetett be, valamint a munkásság részére meghatározták a 48 órás, közalkalmazottaknál pedig a 44 órás munkahetet, napi 8 órás munkaidő szabályozása mellett. A változtatások már a nyugat-európai viszonyoknak megfelelő voltak. A szociális intézkedéseket elégtelennek találta az ún. népi írók egy köre, akik 1937 márciusában zászlót bontottak Márciusi Front néven, programjukban demokratikus átalakulást, valódi földosztást és sajtószabadságot követeltek. A szervezet rövidesen a különböző karhatalmi zaklatások, perek és belső ellentétek hatására elenyészett, de szellemi irányvonala meghatározó maradt a későbbiekben.
Magyarországon súlyos gondot jelentett az értelmiségi „túltermelés”, amelynek következtében számtalan diplomás nem talált állást (ez még a Klebelsberg-féle „kultúrfölény” hagyatéka volt, amely ekkorra már terhessé vált). Hóman Bálint racionalizálni, tehát csökkenteni kívánta a felsőoktatási intézmények és azon belül a tanszékek számát, de az érintett városok tiltakozásán ez a javaslat megbukott. 1937 nyarán Darányi létrehozta a Nemzeti Önállósítási Alapot, amely a frissen diplomázottak pályakezdését kölcsönsegéllyel kívánta elősegíteni. Az Állástalan Diplomások Országos Bizottsága (ÁDOB) támogatása is tovább folyt, ám mindezen intézkedések csak a felszínt kapargatták, így a szélsőséges pártok az egyetemekről kikerülő ifjúságban komoly táptalajra találtak.

### Külpolitika az Anschluss árnyékában

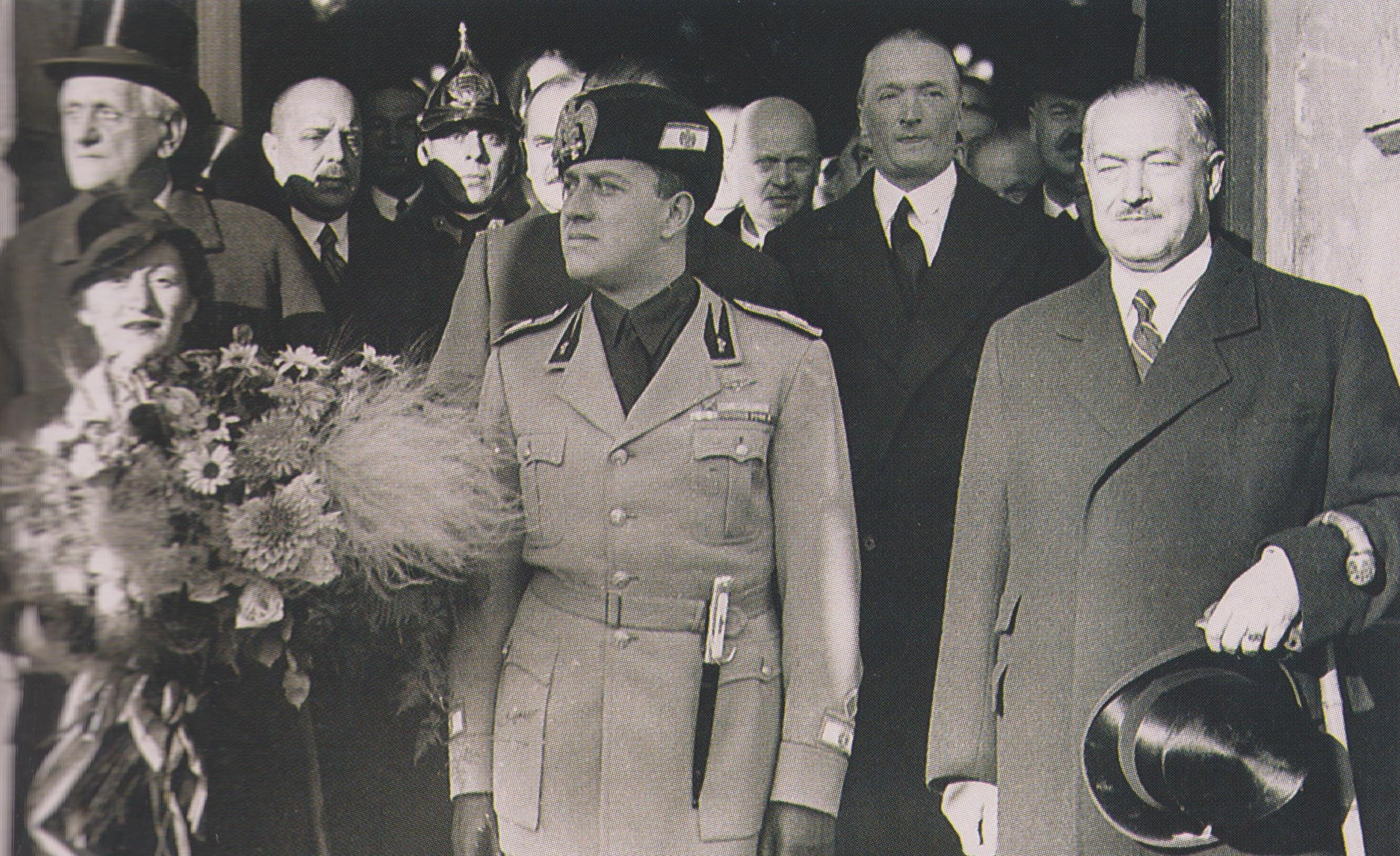
Darányi és Kánya fogadja Galeazzo Ciano olasz külügyminisztert és feleségét 1936 novemberében

Darányi kinevezését a külföldi sajtóorgánumok vegyesen fogadták: a kisantant államai és Franciaország továbbra is bizalmatlanok voltak, a brit napilapok Darányi hatalomra jutásában viszont a feltétlen német orientáció helyett az olasz-osztrák külpolitikai vonal, illetve az angolbarátság megerősödését látták. A német és az olasz sajtó egyelőre kivárt. Amikor Darányi megejtette első külföldi útját Olaszországba, 1936 novemberének közepén, már új helyzet kezdett körvonalazódni, ugyanis az abesszíniai háború nemzetközileg elszigetelte Mussolinit, aki így fokozatosan a németek felé közeledett, feladva önálló kelet-közép-európai politikáját (pl. az Anschluss kérdésében). A Duce ugyanezt várta el Magyarországtól, ám a német befolyás növekedését Darányi és külügyminisztere, Kánya Kálmán is hosszú távon veszélyesnek tartotta. Ezért Mussolini 1937 elején a magyar fél megnyugtatására olasz–jugoszláv–magyar–lengyel szövetségi koncepciót vázolt fel, un. „horizontális tengelyt”. Ennek a tervnek azonban ekkorra már nem volt realitása az olaszok fokozatos térvesztése miatt.
Németország egyre nagyobb befolyása a köztes-európai térségre arra sarkallta a magyar vezetést, hogy normalizálja kapcsolatait a kisantant országaival, különösképpen Csehszlovákiával, amelyet Adolf Hitler terjeszkedési politikája közvetlen módon fenyegetett. A három szomszédos ország hajlandó lett volna Magyarország fegyverkezési egyenjogúságát elismerni, cserébe azért, ha a magyarok lemondanak területi revíziós óhajaikról. Ez Darányi számára természetesen politikai öngyilkosság lett volna, így nem mehetett bele. Közeledések így is történtek, 1938 februárjában pl. beindították a Budapest–Arad–Bukarest vonalon a polgári légi forgalmat, de a Darányi-kormány hozta tető alá a később, 1938 augusztusában ratifikált bledi egyezményt is. Az agresszív német terjeszkedés miatt Kánya megkísérelte restaurálni a jó viszonyt Nagy-Britanniával is, de ennek a törekvésnek nem kedvezett, hogy az új brit miniszterelnök, Neville Chamberlain engedményekkel próbálta leszerelni Hitlert („appeasement”-politika), így a németek ellenében rájuk nem lehetett számítani.
Darányi viszonya nem volt felhőtlen a németekkel, akik elvárták, hogy Magyarország feltétlenül vesse alá magát közép-európai politikájuknak, másrészt nem nézték jó szemmel a magyarországi német kisebbséggel szembeni asszimilációs politikát. Darányi és Kánya 1936 decemberében ült le tárgyalni Hans Georg von Mackensen budapesti német követtel, aki a fenti kérdésekben több engedményt is elért. A következő évben, 1937 novemberében Darányi utazott Németországba, ahol az utolsó napon tárgyalt Hitlerrel és Konstantin von Neurath német külügyminiszterrel is, jobbára sikertelenül (a magyarországi németek náci típusú szervezkedését pl. nem sikerült letörni). 1938 márciusában bekövetkezett az, amitől mindenki tartott: a német hadsereg megszállta és a Harmadik Birodalomhoz csatolta Ausztriát. Az Anschluss súlyos belpolitikai következményekkel járt, amelyet Darányi képtelen volt kezelni. A miniszterelnököt sokan tétlenséggel vádolták, maga Horthy is erélyesen szólította fel, hogy a folyamatosan tömeggyűléseket és felvonulásokat szervező nemzetiszocialisták masírozásainak véget kell vetni.
Darányi külpolitikájának sikertelenségét tovább mélyítette az egyre több összezördüléssel terhelt viszony külügyminiszterével, Kánya Kálmánnal. A viszony megromlására már 1937 tavaszán is voltak jelek, amikor Galeazzo Ciano olasz külügyminiszter feljegyzéseiben beszámolt arról, hogy Darányi kifejezte neki bizodalomvesztését Kányában. A konfliktus gyökere lehetett, hogy a diplomáciában járatlan Darányinak a külpolitika grand old manjének tartott Kánya kevés beleszólást engedett az ügyekben.

### Darányi jobbratolódása és miniszterelnökségének vége
A fordulat politikájában az Anschluss után következett be. Magyarország 1938. március közepén a Német Birodalom szomszédjává vált és ezzel egy időben megindult az országban az erőteljes náci propaganda. Ezen fenyegetések hatására Darányi a jobbratolódást választotta, a kormányba németbarát politikusokat vett be és innentől rendszeresen hangoztatta a német kapcsolatok fontosságát. Darányi a hazai szélsőjobb megosztásának szándékával titkos tárgyalásokat kezdett Hubay Kálmánnal, akivel megállapodott, hogy a törvényes út tiszteletben tartásáért cserébe a „nyilasok” parlamenti mandátumokhoz juthatnak. Ezt a kétes értékű egyezséget és a politikai eltolódását bizalmatlanul fogadták a parlament konzervatív erői, s miután Horthy is kifejezte elégedetlenségét, Darányi 1938. május 11-én lemondott.

#### A győri program
A magyar haderő tarthatatlan állapotára reflektálva, 1938. március 5-én Darányi Győrben meghirdette az Imrédy Béla jegybankelnök által kidolgozott egymilliárd pengős fegyverkezési programot. Ez az összeg öt évre volt előirányozva, de két év alatt felhasználták. A program költségvetésének 60%-a hadsereg, míg a maradék 40% infrastrukturális fejlesztésekre lett felhasználva, ennek ellenére a győri programnak nem a katonai, hanem gazdaságélénkítő hatása lett az igazán jelentős. A program az összeget hitelből illetve egy egyszeri, minden 50 ezer pengő feletti vagyonra kiterjedő, átlagosan 8%-os adóból kívánta előteremteni. Darányi beszédében erélyesen felszólalt a bal- illetve jobboldali szélsőségesek ellen, kijelentve, hogy a világnézeti harc már „eldőlt a keresztény nemzeti irány javára”. A miniszterelnök a nyilas mozgalmakat is a bolsevizmus álcázott irányzatai közé sorolta.

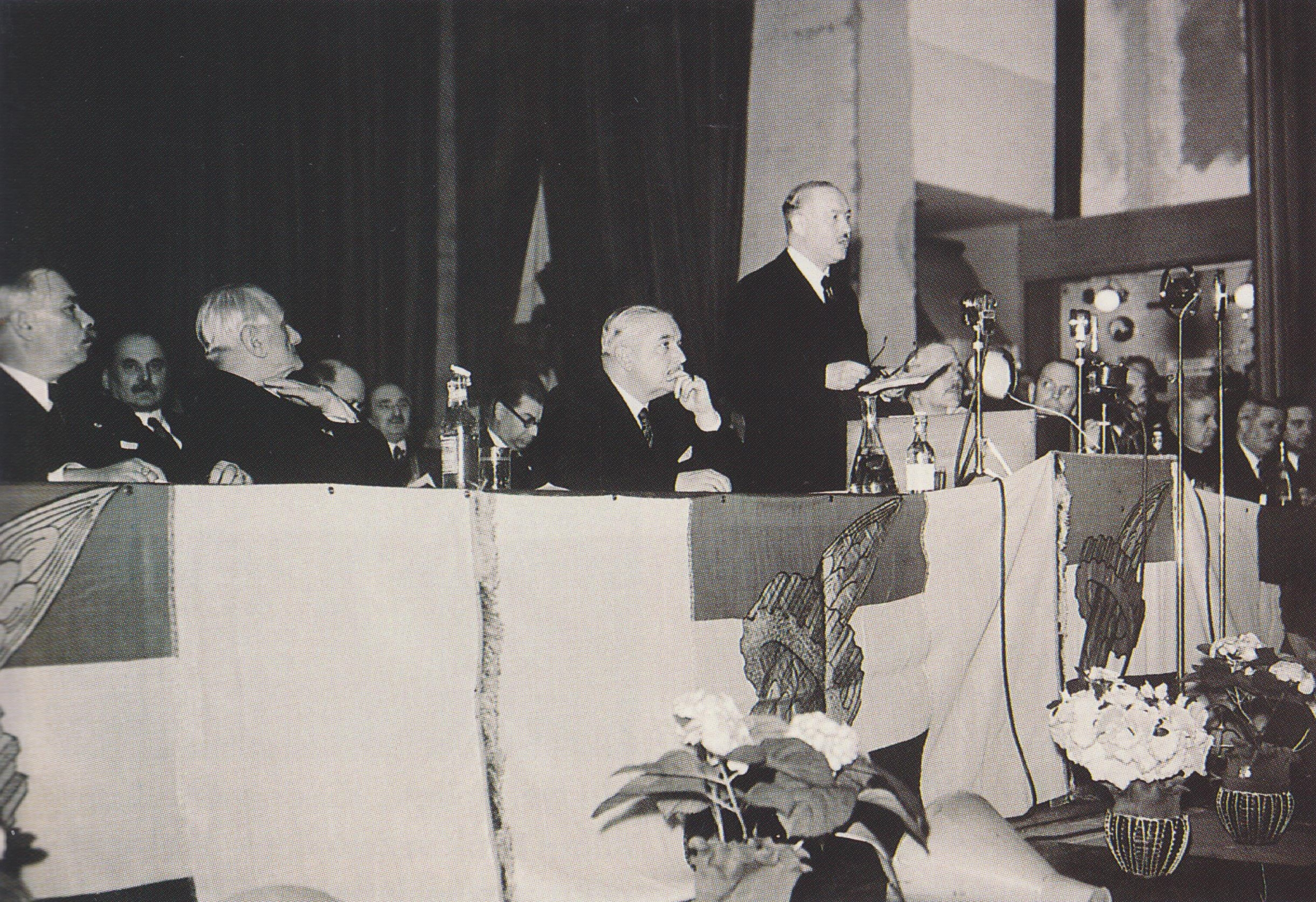
Darányi bejelenti a győri programot 1938. március 9-én

A korábbi történeti irodalom állításaival szemben a győri program megtervezésében és kivitelezésében a németeknek semmilyen szerepük sem volt, s a rendszerváltás előtti, marxista történetírás a program militarista jellegét is túlbecsülte. Imrédy mellett az előkészületekben részt vett Fabinyi Tihamér pénzügyminiszter és Rőder Vilmos, a honvédelmi tárca vezetője is. A parlamenti ellenzék összességében támogatta a programot, de ki-ki ideológiájának megfelelően hangot adott kritikáinak is. A Darányi-kormány március 9-én jelentősen átalakult, a kabinet az új irányvonallal összhangban gazdasági szakemberekkel bővült: Imrédy tárca nélküli közgazdasági csúcsminiszter lett, Darányi pedig leköszönt a Földművelésügyi Minisztérium éléről, átadva helyét Marschall Ferencnek. Személyes konfliktus-okok miatt távozott Lázár és Fabinyi is. Előbbit Mikecz Ödön váltotta, az új pénzügyminiszter pedig Reményi-Schneller Lajos, a Székesfővárosi Községi Takarékpénztár addigi vezérigazgatója lett, aki pozícióját egészen a nyilas kormány bukásáig megőrizte. Reményi-Schneller hivatali működése alatt végig rendszeresen jelentett a németeknek az aktuális magyar kormányülésekről.
A március 11-i kormányülésen döntöttek egy gazdasági bizottság felállításáról a kabineten belül. Imrédy részletesen is kifejtette a győri program konkrét terveit: 210 millió pengőt a közlekedés javítására (pl. útépítések, távírda fejlesztése stb.), 25 millió pengőt a mezőgazdasági oktatás fejlesztésére, 15 milliót a telepítésre, 10 milliót általános oktatási célokra, 30 milliót vízügyre, 20 milliót kutak létesítésére és az egészségügy fejlesztésére, 10 milliót bányászatra, 75–100 millió pengőt a mezőgazdasági hitel újraszervezésére szántak, a maradékot pedig a haderő fejlesztésére. Az Anschluss kedvezőtlen hatására a győri program által meghatározott bevételi források is megrendültek (pl. esett a tőzsde, az ausztriai nyersanyagok importjának akadozása volt várható).

#### Az első zsidótörvény
Darányi szerint állandó társadalmi feszültségek forrását jelentette, hogy, amint egy ízben mondotta, a „zsidóság különböző diszpozícióinál és helyzeténél fogva, de részben a magyar fajta közömbössége miatt is, aránytalanul nagy szerepet játszik a gazdasági élet bizonyos ágazataiban.” A miniszterelnök teljes mértékben osztotta elődje és mentora, Gömbös 1920-as években kifejtett fajvédő nézeteit. Rendelkezésére, annak céljából, hogy a szélsőjobboldali erőket gyengítse, Imrédy és Mikecz megkezdte az ún. első zsidótörvény kidolgozását. A jogszabály szerint a különböző foglalkozási ágak (jogászok, újságírók, mérnökök, orvosok stb.) szakmai kamaráiban 20%-ban kellett maximalizálni a zsidó származásúak arányát, akiket nem faji, hanem felekezeti alapon határoztak meg. Darányi úgy vélte, ez a törvényjavaslat elegendő lesz az antiszemita közhangulat visszaszorítására. Bár Darányi nevéhez fűződik az első zsidótörvény szorgalmazása és előkészítése, s ennek törvényjavaslatát még miniszterelnöksége alatt nyújtották be a parlamentnek, de az már csak a helyére lépő Imrédy Béla kormányfősége alatt emelkedett törvényerőre május 28-án.
A kormány működése alatt a még Bethlen idején létrejött Külföldieket Ellenőrző Országos Központi Hatóság (KEOKH) több kirendeltséget is nyitott a Galíciából és Bukovinából érkező szegény zsidók bevándorlásának ellenőrzése és mérséklése céljából. 1938 áprilisában kormányrendelet született arról, hogy a nagyobb pénzintézetek és biztosítótársaságok vezetői pozíciónak betöltésénél a kinevezett személyek pontos adatait kötelesek a Pénzintézeti Központ elnökének előzetesen bejelenteni. A rendelet itt is a kvóta szigorú betartatását volt hivatott ellenőrizni. Imrédy a győri program finanszírozását célzó rendkívüli vagyonadó paramétereit is úgy dolgozta ki, hogy az leginkább a zsidóság vagyonát érintse hátrányosan. A fentiekből jól látható, hogy a Darányi-kormány utolsó hónapjaiban jelentősen növekedett Imrédy befolyása, jogkörei folyamatosan bővültek, teljesen háttérbe szorítva a kormányfő személyét.
Darányi a zsidótörvény megalkotásával rosszul mérte fel a helyzetet; az alsóházban heves vita bontakozott ki a törvénytervezetről, 59 keresztény közéleti személyiség, pl. Kodály Zoltán, Móricz Zsigmond vagy Bárczy István, pedig tiltakozó memorandumot írt alá, amelyben a magyar hazafiságra, józanságra, a keresztény elvekre és a polgári jogegyenlőségre hivatkoztak. Darányi másik tévedése volt, hogy várakozásával ellentétben a zsidótörvény nem mérsékelte, hanem ellenkezőleg, felgyorsította az antiszemitizmus terjedését, további lendületet adva a nyilas és nemzetiszocialista mozgalmaknak és pártoknak.

#### Bukása

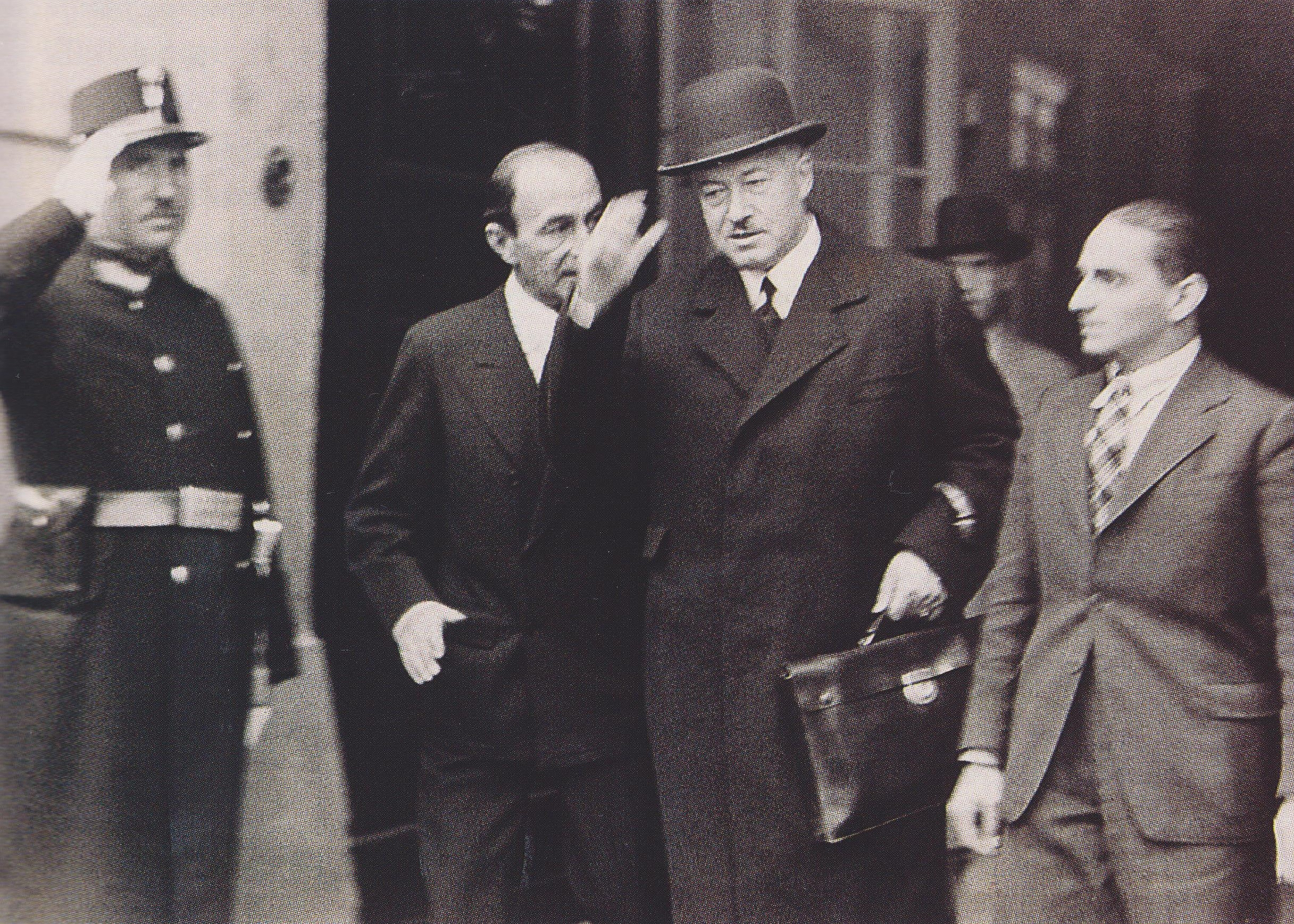
Darányi lemondása után távozik a Sándor-palotából

1938 első hónapjaiban a nyilas mozgalom ténykedése még inkább intenzívvé vált, újév napján „1938 – Szálasi" feliratú röplapok lepték el a fővárost. Egy csendőri jelentés részletesen beszámolt a nyilasok földalatti tevékenységéről, pártfelépítéséről, s azt is leszögezte, Szálasi elzárása nem ártott, hanem ellenkezőleg, lendületet adott a mozgalmának. Ezen fejlemények miniszterelnökségére nézve végzetes lépésre késztették Darányit: a kormányfő felvette a kapcsolatot a nyilasokkal, hogy egy Bethlen–Peyer-paktumhoz hasonló kompromisszumos javaslattal alkotmányos mederbe terelje az egyre erősödő szélsőjobboldali pártot. Darányi a Szálasi börtönévei alatt a párt operatív irányítását végző Hubay Kálmánnal tárgyalt 1938. március 21-én: a kormányfő 10 mandátumot ígért a mozgalom számára, cserébe, ha a nyilasok felhagynak törvénytelen, a rendszer megdöntését célzó tevékenységükkel. A paktum értelmében a március 27-én megtartott lovasberényi időközi választáson a kormánypárt NEP nem állított jelöltet Hubayval szemben, aki így mandátumot szerzett és bejelentette a Nemzeti Szocialista Magyar Párt – Hungarista Mozgalom megalakulását (a párt elődjét, az MNSZP-t alig egy hónappal korábban a Belügyminisztérium betiltotta).
Kerepeszki Róbert történész Darányi eme lépését nem tekinti a jobbratolódás egyértelmű jelének, hiszen a kormányfő szeme előtt olyan eredményesnek ható példák lebeghettek, mint a már említett Bethlen–Peyer-paktum és az 1934-es Gömbös–Eckhardt megegyezés, vagy a még korábbi, 1905-ös Kristóffy–Garami-paktum, amikor a belpolitikai válság idején a Fejérváry-kormány az általános választójog ígéretével kívánta a maga oldalára állítani a szociáldemokratákat a szövetkezett ellenzék ellenében. Ezenfelül Darányit további szempontok is vezérelhették: Hubay a Függetlenség egykori újságírójaként korábban Gömbös hívének számított, így volt közös kapcsolódási pont. Másrészt az Anschluss után a kormányfő lehetőségei végletesen beszűkültek. Harmadrészt, a nyilas mozgalom, hatékonysága és egyre veszélyesebb volta ellenére, továbbra sem volt egységes, így elképzelhető, hogy Darányi abból a naiv feltételezésből indult ki, hogy az egyik mozgalom látványos támogatásával és "kiemelésével" egymásnak tudja ugrasztani az egymásra is féltékenyen tekintő és rivalizáló csoportokat.
Darányi azonban, mindezekkel együtt, elszámította magát; egyrészt a nyilas mozgalom sokkal veszélyesebb csoportosulás volt a kormánypártra és a rendszerre nézve, mint korábban a szociáldemokraták vagy a kisgazdák. Másrészt ezzel a lépéssel a kormányfő viszonya végleg megromlott az informálisan továbbra is a legnagyobb befolyással bíró Bethlen Istvánnal. Hasonlóan értékelte a helyzetet Horthy Miklós kormányzó is, aki végképp elveszítette a bizalmát Darányiban. A korábbi paktumokkal ellentétben a Darányi–Hubay megegyezésnek komoly külpolitikai hozadékai is voltak, amelyek rontották az ország külföldi megítélését nyugati körökben. Darányi érzékelte a bizalomvesztést a konzervatív oldal részéről, ezért 1938. május 14-én egészségi állapotára hivatkozva felmentését kérte a kormányzótól, aki azt el is fogadta. Utódául a már hetekkel korábban kiszemelt Imrédy Bélát választották meg, akinek katolikus kormányfőként első fontos feladata a 34. Eucharisztikus világkongresszus megszervezése lett.

## Miniszterelnöksége után
Lemondása után Darányi néhány hónap erejéig teljesen visszavonult a politikai élettől, de már 1938. október 14-én visszatért, amikor a magyar kormány képviseletében Németországba utazott követjárásba. Hitlernek szándékában állt feldarabolni Csehszlovákiát, ám a hódító háború helyett, leginkább a magyarok passzív magatartása miatt, az ügy diplomáciai rendezésére kényszerült, Olaszország mellett bevonva a két nyugati nagyhatalmat, Franciaországot és Nagy-Britanniát. Mivel a Komáromban tárgyaló magyar és csehszlovák delegációk a kérdéses területekről nem tudtak megegyezni, ezért Magyarország a müncheni egyezményt megkötő négy nagyhatalomhoz fordult a rendezés érdekében. Az Imrédy-kormány Csáky Istvánt Olaszországba, míg a német hivatalos körökkel jó viszonyt ápoló Darányit Hitlerhez küldte tárgyalni (a volt kormányfő személyre szóló meghívót kapott az NSDAP szokásos nürnbergi pártnapján 1938 szeptemberében, amelyen részt is vett). Mivel Darányit a korábbi tapasztalatok alapján rendkívül befolyásolhatónak tartották, a németek el is fogadták őt tárgyalópartnernek. Berlinben Darányi először Hitlerrel tárgyalt, de az eredménytelen maradt (a náci diktátor dührohamot kapott Darányi hiányos német nyelvtudása miatt), viszont a Ribbentroppal való alkudozás eredményre vezetett (Csáky szintén sikeres tárgyalásokat folytatott le Mussolinivel). Az első bécsi döntést végül 1938. november 2-án kötötték meg.
Darányit 1938. december elején kinevezték a képviselőház elnökévé. Bemutatkozó beszédében üdvözölte a visszacsatolt Felvidékről behívott új képviselőket, s kijelentette, "a képviselőház, mint a törvényhozás egyik alkotmányos tényezője, népképviseleti alapon, a nemzeti akarat kifejezője kell, hogy legyen." Pozícióját megtartotta az 1939-es választások után összeülő parlamentben is, ahova a Nyilaskeresztes Párt – Hungarista Mozgalom első ízben bejutott. 1939 januárjában Darányit a Társadalmi Egyesületek Szövetsége (TESZ) díszelnökévé választotta. Másfél hónappal később elvállalta a megalakuló Magyar–Német Társaság elnöki tisztét is. Utolsó nyilvános politikai szerepvállalására 1939 júniusában került sor, amikor az immár Magyar Élet Pártjának nevezett kormánypárt klubnapján békéltető, nonkonfrontatív beszédet mondott.

## Betegsége és halála
Darányi egészsége 1939 nyarától gyors romlásnak indult. Betegsége lefolyásáról kortárs visszaemlékezések, leginkább Lázár és Zsitvay, biztosítanak támpontot. Utóbbi szerint már miniszterelnöksége utolsó időszakában jelentkeztek az agyi betegség tünetei (folyamatos fejfájás, ingerlékenység, kettős látás, végtagbénulás), amelyek hatással lehettek kormányfői működésére is az elhibázott döntések tekintetében. A filmhíradók bejátszásai alapján Kerepeszki nem tartja kizártnak az afázia (beszédzavar) egyre mélyülő megnyilvánulásait sem. Darányi több felvételen is sétapálcával szerepelt, amely akár koordinációs zavarokról is tanúskodhat Darányi életrajzírója szerint. Felesége levelének beszámolója szerint Darányi orvosa tévesen nikotinmérgezést állapított meg nála; valójában minden bizonnyal agydaganata volt. Az MTI halála utáni jelentése szerint Darányi már földművelésügyi minisztersége idején cukorbetegségben szenvedett, ám a szükséges orvosi előírásokat gyakran nem tartotta be.
1939 júliusában a téves diagnózis hamar megdőlt, ugyanis Darányit ekkortól kezdve trombózissal kezelték a Vöröskereszt Kórházban az elismert belgyógyász Herzog Ferenc irányítása alatt. Október 30-án felesége, Szemere Márta levélben tudatta Bobory György alelnökkel, hogy férje, egészségi állapotára való tekintettel, lemond a házelnöki pozíciójáról. Erre már nem kerülhetett sor, ugyanis Darányi két nappal később, 1939. november 1-jén elhunyt. A gyászoló családnak a magyar vezetőkön túl számos európai politikus, köztük Hitler és Mussolini is részvéttáviratot küldött. Darányi Kálmánt egy héttel később, november 7-én temették el, a szertartáson részt vett Horthy kormányzó, Teleki Pál miniszterelnök, a kabinet tagjai, kormánytisztviselők, Bethlen és Imrédy korábbi kormányfők, választókerületének községeinek képviselői, Habsburg József és Albrecht főhercegek, valamint Németország, Olaszország és az Egyesült Államok diplomatái. A gyászistentiszteletet Ravasz László dunamelléki református püspök tartotta. Darányit Tasson, a családi sírboltban helyezték örök nyugalomra.

## Megítélése
Kerepeszki Róbert 2014-es monográfiájáig Darányi teljes életművét feldolgozó történeti mű nem született. A Horthy-korszakot követően íródott marxista szellemiségű művek miniszterelnökségének csak egyes aspektusait emelték ki. A tízkötetes Magyarország története megfelelő fejezete Darányi jellemét leginkább Gömbös lendületes stílusával állította szembe. A rendszerváltás utáni szakkönyvek ezt a vonulatot folytatták (Darányi "szürkesége", kompromisszumkészsége, nyugodtsága stb.), mitöbb Ormos Mária leszögezi, a kormányfő "majd minden belpolitikai kérdésben csak sodortatta magát az eseményekkel". C. A. Macartney (October Fifteenth) szerint Darányi "[...] feddhetetlen jellemű, széles látókörű és tapintatos politikus volt, [...] «rendkívüli jellemvonása» volt az, hogy mindenki azt gondolta róla, hogy az ő oldalán áll, de a korszakban «mégsem vádolta senki sem kétszínűséggel»". Gyökeresen másképp vélekedett Darányi ténykedéséről a magyarországi holokauszt neves kutatója, Randolph L. Braham: szerinte tudatosan kétszínű politikát folytatott, és "személyes szélsőjobboldali meggyőződése" miatt készakarva tett gesztusokat a nyilasoknak illetve a németeknek.
A kortársak véleménye is nagyjából két véglet között mozgott. A Darányival rossz viszonyt ápoló Kozma Miklós a kormányfő karakterét "fűrészporhoz" hasonlította, ahol nyoma sem volt fantáziának, szellemi magaslatoknak. Kozma kiemelte határozatlan és "behízelgő" stílusát is. Shvoy Kálmán szintén lesújtó megjegyzéseket tett naplójában: Gömböshöz képest Darányit "toporgó, tehetetlen, kétszínű" figuraként jellemezte, akinek ténykedését a szélsőjobboldal viszonylatában az osztrák Arthur Seyß-Inquarthoz hasonlította.
Gratz Gusztáv árnyaltabb képet festett Darányiról, aki szerinte "komoly, becsületes és józan, de közepes intelligenciájú férfi volt", s aki kinevezéséig "mindig megelégedett a második hellyel", karizmatikus elődei "értelmes végrehajtójaként". Gratz szerint Darányi "Bethlen alatt Bethlen-párti, Gömbös alatt Gömbös-párti volt." Bethlen István 1944-ben adott jellemrajzot Darányiról; úgy vélte, hogy párttársa "kitűnően képzett, hazafias gondolkodó és lelkiismeretes magyar ember volt, azonban rendkívül tétovázó, határozatlan, kevés erejű és tépelődő természetű [...]". Bethlen felrótta, hogy Darányi idején erősödtek meg végletesen a szélsőjobboldali és nemzetiszocialista mozgalmak, s "szélkifogó" taktikája, amely soha nem vezethet eredményre, önbizalom hiányos természetéből adódott. Antal István sajtófőnök Darányi "száraz humorát" és megfontoltságát emelte ki.
A legpozitívabb jellemzéseket közvetlen munkatársai és legközelebbi barátai adták. A fogarasi időkben megismert Vincze Géza barátja fiatal éveit feldolgozó könyvében némiképp patetikusan írta körül Darányi bölcs jellemvonását, aki "minden dolgot, eseményt egészen más perspektívából nézett és ítélt meg, mint a többiek" (az 1938 elején, álnév alatt megjelent mű nem volt minden politikai motivációtól mentes). Zsitvay Tibor, ugyancsak közeli barát, Darányiban "kényes becsületét, lelkiismeretes kötelességtudatát, baráti ragaszkodását" becsülte leginkább. Lázár Andor részletes jellemzést írt, egyaránt kihangsúlyozva Darányi természetének pozitív és negatív oldalait. "Egyénileg elsőrangú tiszteletreméltó gentleman, tartózkodó, kevés beszédű, a népszerűséget nem kereső lélek volt. Hallgatásával néha nem elhatározásokat takart, hanem éppen határozatlanságát" – írta. Lázár fontosnak tartotta megjegyezni, hogy Hóman Bálint egyre nagyobb befolyást tudott gyakorolni miniszterelnökére és rokonára, ami a kormány működésének későbbi szakaszában nem bizonyult szerencsésnek, vélekedett Lázár.
Kerepeszki szerint Darányi tépelődő jelleméhez nagy mértékben járult hozzá a szigorú református neveltetés, 16 éves koráig bizonytalan jogi státusza, elsőszülöttsége, s magának a Darányi név viselésének a terhe, amely számos neves őst tudott felvonultatni. Szinte minden egykorú jellemzés kiemeli szorgalmát és rendkívüli munkabírását, amelynek okán végső soron cukorbetegségének kezelését is elhanyagolta. Darányi jelleméhez a frontélmények és lányainak tragédiája is nagy mértékben hozzájárulhatott. Számára a miniszterelnökség szorongást és túlzott megfelelési kényszert jelentett, könnyedén megingott, kivált, amikor a konzervatív körök kritikussá váltak vele szemben. Darányi alkalmatlannak bizonyult arra, hogy a Gömbös által felállított, a második világháború katasztrófájába vezető pályáról letérítse Magyarországot.

## Emlékezete
- Alakja felbukkan Kondor Vilmos Budapest noir című bűnügyi regényében.
- Megjelenhet a Hearts of Iron IV videójátékban.